# دیه‌گو الوارز (تنیس‌باز)
دیه‌گو الوارز (اسپانیایی: Diego Álvarez‎؛ زاده ۶ مارس ۱۹۸۰) یک تنیس‌باز اهل آرژانتین است.